# 1994 en rugby à XV
Cette page présente les faits marquants de l'année 1994 en rugby à XV : les principales compétitions et évènements liés au rugby à XV et rugby à sept ainsi que les décès de grandes personnalités de ces sports.

## Événements

### Mars
- Le Pays de Galles remporte le Tournoi.
  - Article détaillé : Tournoi des cinq nations 1994

### Mai
- 28 mai : le Stade Toulousain remporte un nouveau titre champion de France face à l'AS Montferrand (22-16) et égale ainsi le record de  Béziers avec 11 Bouclier de Brennus.
- ? mai : dix-huitième édition de la Coupe Ibérique. Les Portugais du GDS Cascais l'emportent 21-19 face aux Espagnols du Getxo RT, glanant ainsi leur deuxième titre dans la compétition.

### Juin
4 juin
L'USA Perpignan remporte le Challenge Yves du Manoir en venant à bout de l'AS Montferrand 18-3 à Dax.

### Juillet
- 3 juillet : l'équipe de France marque l'« essai du bout du monde » contre les All Blacks, à la fin du match, leur permettant de gagner la série en Nouvelle-Zelande[1].

### Décembre
- 11 décembre : le FCS Rumilly accède pour la première fois de son histoire au TOP 16 après sa victoire face au RC Toulon (12-9).